# Tamba rufipennis
Tamba rufipennis är en fjärilsart som beskrevs av George Francis Hampson 1895. Tamba rufipennis ingår i släktet Tamba
 och familjen nattflyn. Inga underarter finns listade i Catalogue of Life.